# Uaru
Uaru è un genere comprendente due specie di pesci d'acqua dolce, appartenente alla famiglia Cichlidae, sottofamiglia Cichlasomatinae.

## Distribuzione e habitat
Entrambe le specie sono diffuse nel bacino del Rio delle Amazzoni e nei bacini di altri fiumi amazzonici come Rio Negro, Solimões e Japurá, Tapajós e Atabapo.

## Descrizione
Presentano un corpo alto, piuttosto compresso ai fianchi, dal profilo discoidale allungato, con grosse pinne raggiate (la pinna dorsale ha i primi raggi allungati a guisa di cresta), occhi grandi, labbra carnose e scaglie ciclodi ben visibili. La livrea presenta un fondo più o meno uniforme che varia dal giallo brunastro al grigio azzurro, macchiata di nero bruno (orizzontale per U. amphiacanthoides e verticale per U. fernandezyepezi. Gli avannotti hanno una livrea molto attraente: bruna striata e marezzata di chiaro.

Le dimensioni massime si attestano sui 25 cm.

## Etologia
Sono animali sociali che vivono in branchi. I maschi tendono ad essere territoriali durante il periodo riproduttivo.

## Riproduzione
La riproduzione è esterna. Le uova (circa 200) sono curate dai genitori, così come le larve, una volta schiuse. Gli avannotti saranno poi lasciati soli una volta cresciuti.

## Alimentazione
Le specie del genere Uaru hanno dieta onnivora: si nutrono di piante acquatiche, crostacei, vermi ed insetti.

## Pesca
Entrambe le specie sono pescate per essere allevate come riproduttori o direttamente per la vendita. Uaru amphiacanthoides è pescato anche dagli abitanti dei luoghi d'origine per l'alimentazione.

## Acquariofilia
Entrambe le specie sono allevate da acquariofili appassionati.

## Specie
Il genere comprende due specie:
- Uaru amphiacanthoides
- Uaru fernandezyepezi